# Wengi
Wengi är en ort och kommun i distriktet Seeland i kantonen Bern, Schweiz. Kommunen har 640 invånare (2023).